# Troy Caesar
Troy Kavon Caesar (ur. 13 maja 1994 w Road Town) – piłkarz z Brytyjskich Wysp Dziewiczych grający na pozycji obrońcy w klubie Islanders FC.

## Kariera klubowa

### Virgin Gorda Ballstars
Caesar grał w Virgin Gorda Ballstars w latach 2011–2015.

### Andrew Fighting Tigers
Caesar grał dla Andrew Fighting Tigers w ciągu dwóch sezonów (2015 i 2016). Rozegrał tam 27 meczów i strzelił 2 gole.

### Life Running Eagles
Caesar występował w Life Running Eagles w latach 2017–2019.

### Potros FC
Caesar grał w Potros FC przez dwa sezony: 2021 i 2022.

### Islanders FC
Caesar występuje w Islanders FC od 2022 roku.

## Kariera reprezentacyjna
| Mecze i gole w reprezentacji | Mecze i gole w reprezentacji | Mecze i gole w reprezentacji | Mecze i gole w reprezentacji         | Mecze i gole w reprezentacji         | Mecze i gole w reprezentacji | Mecze i gole w reprezentacji | Mecze i gole w reprezentacji    |
| Brytyjskie Wyspy Dziewicze   | Brytyjskie Wyspy Dziewicze   | Brytyjskie Wyspy Dziewicze   | Brytyjskie Wyspy Dziewicze           | Brytyjskie Wyspy Dziewicze           | Brytyjskie Wyspy Dziewicze   | Brytyjskie Wyspy Dziewicze   | Brytyjskie Wyspy Dziewicze      |
| Lp.                          | Data                         | Miejsce                      | Gospodarz                            | Gość                                 | Wynik                        | Gol                          | Rozgrywki                       |
| ---------------------------- | ---------------------------- | ---------------------------- | ------------------------------------ | ------------------------------------ | ---------------------------- | ---------------------------- | ------------------------------- |
| 1.                           | 14.10.2010                   | San Cristóbal                | Dominikana                           | Brytyjskie Wyspy Dziewicze           | 17:0                         |                              | el. do Z. P. CONCACAF 2011      |
| 2.                           | 15.10.2010                   | San Cristóbal                | Dominika                             | Brytyjskie Wyspy Dziewicze           | 10:0                         |                              | el. do Z. P. CONCACAF 2011      |
| 3.                           | 03.07.2011                   | Charlotte Amalie             | Wyspy Dziewicze Stanów Zjednoczonych | Brytyjskie Wyspy Dziewicze           | 2:0                          |                              | el. do MŚ 2014                  |
| 4.                           | 10.07.2011                   | Road Town                    | Brytyjskie Wyspy Dziewicze           | Wyspy Dziewicze Stanów Zjednoczonych | 1:2                          |                              | el. do MŚ 2014                  |
| 5.                           | 08.07.2012                   | Road Town                    | Brytyjskie Wyspy Dziewicze           | Anguilla                             | 1:0                          |                              | Mecz towarzyski                 |
| 6.                           | 05.09.2012                   | Le Lamentin                  | Martynika                            | Brytyjskie Wyspy Dziewicze           | 16:0                         |                              | el. do Z. P. CONCACAF 2013      |
| 7.                           | 07.09.2012                   | Rivière-Pilote               | Surinam                              | Brytyjskie Wyspy Dziewicze           | 4:0                          |                              | el. do Z. P. CONCACAF 2013      |
| 8.                           | 09.09.2012                   | Fort-de-France               | Montserrat                           | Brytyjskie Wyspy Dziewicze           | 7:0                          |                              | el. do Z. P. CONCACAF 2013      |
| 9.                           | 01.06.2014                   | Oranjestad                   | Gujana Francuska                     | Brytyjskie Wyspy Dziewicze           | 6:0                          |                              | el. do Z. P. CONCACAF 2015      |
| 10.                          | 02.06.2014                   | Oranjestad                   | Aruba                                | Brytyjskie Wyspy Dziewicze           | 7:0                          |                              | el. do Z. P. CONCACAF 2015      |
| 11.                          | 16.08.2014                   | Road Town                    | Brytyjskie Wyspy Dziewicze           | Saint-Martin                         | 2:4                          |                              | Mecz towarzyski                 |
| 12.                          | 21.09.2014                   | Road Town                    | Brytyjskie Wyspy Dziewicze           | Saint Vincent i Grenadyny            | 0:6                          |                              | Mecz towarzyski                 |
| 13.                          | 24.03.2016                   | Fort-de-France               | Martynika                            | Brytyjskie Wyspy Dziewicze           | 3:0                          |                              | el. do Z. P. CONCACAF 2017      |
| 14.                          | 26.03.2016                   | Road Town                    | Brytyjskie Wyspy Dziewicze           | Dominika                             | 0:7                          |                              | el. do Z. P. CONCACAF 2017      |
| 15.                          | 25.07.2018                   | Philipsburg                  | Sint Maarten                         | Brytyjskie Wyspy Dziewicze           | 2:3                          |                              | Mecz towarzyski                 |
| 16.                          | 14.10.2018                   | Paramaribo                   | Surinam                              | Brytyjskie Wyspy Dziewicze           | 5:0                          |                              | el. do L. N. CONCACAF 2019/2020 |
| 17.                          | 17.10.2018                   | Fort-de-France               | Martynika                            | Brytyjskie Wyspy Dziewicze           | 4:0                          |                              | el. do L. N. CONCACAF 2019/2020 |
| 18.                          | 21.03.2019                   | The Valley                   | Turks i Caicos                       | Brytyjskie Wyspy Dziewicze           | 2:2                          | Gol                          | el. do L. N. CONCACAF 2019/2020 |
| 19.                          | 24.03.2019                   | The Valley                   | Bonaire                              | Brytyjskie Wyspy Dziewicze           | 2:1                          |                              | el. do L. N. CONCACAF 2019/2020 |
| 20.                          | 06.09.2019                   | Willemstad                   | Bonaire                              | Brytyjskie Wyspy Dziewicze           | 4:2                          |                              | L. N. CONCACAF 2019/2020        |
| 21.                          | 03.06.2022                   | Road Town                    | Brytyjskie Wyspy Dziewicze           | Kajmany                              | 1:1                          | Gol                          | L. N. CONCACAF 2022/2023        |
| 22.                          | 07.06.2022                   | George Town                  | Kajmany                              | Brytyjskie Wyspy Dziewicze           | 1:1                          |                              | L. N. CONCACAF 2022/2023        |
| 23.                          | 23.03.2023                   | Road Town                    | Brytyjskie Wyspy Dziewicze           | Portoryko                            | 1:3                          |                              | L. N. CONCACAF 2022/2023        |
| 24.                          | 09.09.2023                   | Road Town                    | Brytyjskie Wyspy Dziewicze           | Turks i Caicos                       | 3:1                          | Gol                          | L. N. CONCACAF 2023/2024        |
| 25.                          | 12.10.2023                   | Gros Islet                   | Dominika                             | Brytyjskie Wyspy Dziewicze           | 1:1                          |                              | L. N. CONCACAF 2023/2024        |
| 26.                          | 16.10.2023                   | Providenciales               | Turks i Caicos                       | Brytyjskie Wyspy Dziewicze           | 2:2                          |                              | L. N. CONCACAF 2023/2024        |